# (3056) INAG
(3056) INAG (1978 VD1; 1925 SB; 1929 UN; 1955 QU; 1980 DW4; 1984 FD; A914 TD) ist ein ungefähr fünf Kilometer großer Asteroid des inneren Hauptgürtels, der am 1. November 1978 vom japanischen Astronomen Kōichirō Tomita an der Sternwarte Caussols am Observatoire de Calern auf dem Calern Plateau in Frankreich (IAU-Code 010) entdeckt wurde.

## Benennung
(3056) INAG wurde nach dem französischen Institut National d’Astronomie et de Géophysique benannt, an dem das zur Entdeckung dieses Asteroiden verwendete 0,9-Meter-Schmidt-Teleskop gebaut wurde. Das 3,6 Meter lange Canada-France-Hawaii Telescope und das zwei Meter lange Pic du Midi-Teleskop wurden ebenfalls bei INAG gebaut.